# Благодарненский район
Благода́рненский райо́н — территориальная единица в Ставропольском крае России. В границах района образован Благодарненский муниципальный округ.
Административный центр — город Благодарный.

## География
Благодарненский район с соответствующим городским округом расположен в центре Ставропольского края. Граничит с Петровским, Туркменским, Арзгирским, Будённовским, Новоселицким и Александровским районами.
Территория района находится на Ставропольской возвышенности и представляет собой равнину, слабо расчленённую в широтном направлении с запада на восток системой балок и рекой Мокрая Буйвола. Природные ресурсы представлены тёмно-каштановыми и каштановыми почвами. Почвенный покров разнообразный, сложный. Отдельными контурами в западной и южной частях района встречаются чернозёмы каштановые.
На юго-востоке района расположен государственный природный заказник краевого значения «Сотниковский» (до 2010 года — ботанический заказник «Благодарненский»).

## История
До 1900 года существовал Новогригорьевский уезд в составе Ставропольской губернии. Первыми его жителями были отставные солдаты, которых правительство поселило на месте сторожевого поста. С увеличением численности населения стали строиться первые уездные школы, почта, телеграф, больница, аптека, тюрьма, проводились крупные базары.
В 1900 году уезд переименован в Благодарненский. До Октябрьской революции Благодарненский уезд был одним из крупнейших в Ставропольской губернии. Впоследствии на его территории образовались шесть современных районов: Апанасенковский, Ипатовский, Петровский, Арзгирский, Туркменский, Благодарненский.
В 1920 году часть территории Благодарненского уезда отошла к нынешнему Туркменскому району, а в 1924 году уезд был разделён на Благодарненский, Петровский, Винодельненский и Дивненский районы Ставропольского округа Северо-Кавказского края.
6 ноября 1923 года вышел Декрет Всероссийского центрального исполнительного комитета «Об административном делении Ставропольской губернии», предусматривавший упразднение уездов и волостей и разделение губернии на районы и сельские общества. В 1924 году в губернии было образовано 12 районов, в том числе Благодарненский, с центром в селе Благодарном, в составе бывших волостей Благодарненского уезда: Шишкинской, Александрийской, Елисаветинской, Бурлацкой, Спасской, Сотниковской, Довсунской, Серафимовской, Мирненской, Алексеевской и Благодаринской.
В 1925 году Благодарненский район объединял территории 11 сельских советов.
В 1930 году Благодарненский район отошёл в прямое подчинение Северо-Кавказского края (с 1937 года — Орджоникидзевского края). Постановлением ВЦИК от 23 января 1935 года «О новой сети районов Северокавказского края и входящих в его состав автономных объединений» из Благодарненского района был выделен самостоятельный Бурлацкий район (с центром в селе Сотниковском). Довсунский сельсовет вошёл в состав последнего.
13 января 1943 года Благодарненский район освобождён от немецко-фашистских захватчиков.
Указом Президиума Верховного Совета РСФСР 20 августа 1953 года Бурлацкий район был упразднён. Его территория передана Благодарненскому району.
2 ноября 1956 года был упразднён Туркменский район с передачей территории Петровскому, Благодарненскому и Арзгирскому районам.
1 февраля 1963 года были образованы вместо существующих 15 сельских районов: Александровский, Апанасенковский, Благодарненский, Воронцово-Александровский, Георгиевский, Изобильненский, Ипатовский, Кочубеевский, Красногвардейский, Курский, Левокумский, Минераловодский, Петровский, Прикумский и Шпаковский.
12 января 1965 года Президиум Верховного Совета РСФСР постановил:
Арзгирский, Александровский, Апанасенковский, Благодарненский, Георгиевский, Изобильненский, Ипатовский, Кочубеевский, Красногвардейский, Курский, Левокумский, Минераловодский, Новоалександровский, Петровский, Прикумский, Советский и Шпаковский сельские районы края; Адыге-Хабльский, Зеленчукский, Карачаевский, Малокарачаевский, Прикубанский и Хабезский сельские районы Карачаево-Черкесской автономной области преобразовать в районы
29 октября 1991 года решением Президиума Ставропольского краевого Совета народных депутатов в Благодарненском районе образован Мирненский сельсовет с центром в селе Мирное, выделенном из состава Эдельбайского сельсовета этого же района, и Шишкинский сельсовет с центром в селе Шишкино, выделенном из состава Александрийского сельсовета этого же района.
30 марта 1993 года в районе образован Большевистский сельсовет с центром в хуторе Большевик, выделенном из Елизаветинского сельсовета этого же района.
4 октября 2004 года, в соответствии с Законом Ставропольского края «О наделении муниципальных образований Ставропольского края статусом городского, сельского поселения, городского округа, муниципального района», было образовано муниципальное образование Благодарненский муниципальный район.
1 мая 2017 года все муниципальные образования Благодарненского района были объединены в Благодарненский городской округ.
9 июня 2023 года городской округ преобразован в муниципальный округ из-за несоответствиям критериям, предъявляемым Федеральным законом к городским округам.

## Население
| 1926    | 1931    | 1939    | 1959    | 1970    | 1979    | 1989    | 1990    | 1991    | 1992    | 1993    | 1994    |
| ------- | ------- | ------- | ------- | ------- | ------- | ------- | ------- | ------- | ------- | ------- | ------- |
| 51 808  | ↗67 971 | ↘39 226 | ↘29 508 | ↗56 436 | ↘48 357 | ↗54 297 | ↗55 325 | ↗56 748 | ↗58 171 | ↗61 694 | ↗63 316 |
| 1995    | 1996    | 1997    | 1998    | 1999    | 2000    | 2001    | 2002    | 2003    | 2004    | 2005    | 2006    |
| ↗64 529 | ↗65 317 | ↗65 753 | ↗66 417 | ↗67 465 | ↗67 688 | ↘67 287 | ↘66 172 | ↘66 101 | ↘65 546 | ↘65 178 | ↘64 740 |
| 2007    | 2008    | 2009    | 2010    | 2011    | 2012    | 2013    | 2014    | 2015    | 2016    | 2017    | 2018    |
| ↘64 103 | ↘63 613 | ↘63 325 | ↘62 047 | ↘61 973 | ↘61 282 | ↘60 754 | ↘60 155 | ↘59 623 | ↘59 318 | ↘58 911 | ↘58 623 |
| 2019    | 2020    | 2021    | 2023    | 2024    | 2025    |         |         |         |         |         |         |
| ↘57 893 | ↘57 624 | ↘57 063 | ↘56 932 | ↗57 014 | ↘56 946 |         |         |         |         |         |         |

Гендерный состав
По итогам переписи населения 2010 года проживали 28 663 мужчины (46,20 %) и 33 384 женщины (53,80 %).
Урбанизация
В городских условиях (Благодарный) проживают 53,79 % населения района.
Национальный состав
По итогам переписи населения 2010 года проживали следующие национальности (национальности менее 1 %, см. в сноске к строке «Другие»):
| Национальность | Численность | Процент |
| -------------- | ----------- | ------- |
| Русские        | 50 382      | 81,20   |
| Цыгане         | 3392        | 5,47    |
| Армяне         | 1550        | 2,50    |
| Туркмены       | 1392        | 2,24    |
| Турки          | 1038        | 1,67    |
| Даргинцы       | 937         | 1,51    |
| Другие         | 3356        | 5,41    |
| Итого          | 62 047      | 100,00  |

По итогам переписи населения 2020 года проживали следующие национальности (национальности менее 1 % и другое, см. в сноске к строке «Другие»):
| Национальность | Численность, чел. | Доля     |
| -------------- | ----------------- | -------- |
| Русские        | 44 242            | 77,53 %  |
| Цыгане         | 4474              | 7,84 %   |
| Туркмены       | 1415              | 2,48 %   |
| Даргинцы       | 1363              | 2,39 %   |
| Армяне         | 1127              | 1,98 %   |
| Турки          | 1102              | 1,93 %   |
| Другие         | 3340              | 5,85 %   |
| Итого          | 57 063            | 100,00 % |

## Муниципальное устройство до 2017 года
С 2004 до 2017 года в состав Благодарненского муниципального района входили одно городское и 13 сельских поселений:
| №        | Муниципальное образование   | Административный центр | Количество населённых пунктов | Население (чел.) | Площадь (км²) |
| -------- | --------------------------- | ---------------------- | ----------------------------- | ---------------- | ------------- |
| 1e-06    | Городское поселение:        |                        |                               |                  |               |
| 1        | город Благодарный           | город Благодарный      | 1                             | ↘30 530          | 328,20        |
| 1.000002 | Сельские поселения:         |                        |                               |                  |               |
| 2        | Александрийский сельсовет   | село Александрия       | 5                             | ↘3857            | 195,07        |
| 3        | аул Эдельбай                | аул Эдельбай           | 1                             | ↗1229            | 124,54        |
| 4        | Каменнобалковский сельсовет | село Каменная Балка    | 2                             | ↘1859            | 157,39        |
| 5        | Красноключевский сельсовет  | хутор Алтухов          | 4                             | →1256            | 106,05        |
| 6        | село Алексеевское           | село Алексеевское      | 1                             | ↗1705            | 178,35        |
| 7        | село Бурлацкое              | село Бурлацкое         | 1                             | ↗3193            | 144,90        |
| 8        | село Елизаветинское         | село Елизаветинское    | 1                             | ↘2998            | 220,61        |
| 9        | село Мирное                 | село Мирное            | 1                             | ↘1183            | 129,18        |
| 10       | село Сотниковское           | село Сотниковское      | 1                             | ↘4203            | 388,84        |
| 11       | село Спасское               | село Спасское          | 1                             | ↘2293            | 183,12        |
| 12       | село Шишкино                | село Шишкино           | 1                             | ↘1447            | 17,00         |
| 13       | Ставропольский сельсовет    | посёлок Ставропольский | 3                             | ↘1669            | 225,78        |
| 14       | хутор Большевик             | хутор Большевик        | 1                             | ↘726             | 25,38         |

## Населённые пункты
Распределение населения района:
 Благодарный (53,79 %) Сотниковское (6,90 %) Александрия  (5,94 %) Бурлацкое  (5,48 %) Елизаветинское  (5,08 %) Остальные (22,81 %)
| №  | Населённый пункт    | Тип населённого пункта | Население |
| -- | ------------------- | ---------------------- | --------- |
| 1  | Александрия         | село                   | ↗3385     |
| 2  | Алексеевское        | село                   | ↘1470     |
| 3  | Алтухов             | хутор                  | →750      |
| 4  | Благодарный         | город                  | ↘30 632   |
| 5  | Большевик           | хутор                  | →685      |
| 6  | Бурлацкое           | село                   | ↗3123     |
| 7  | Видный              | посёлок                | →167      |
| 8  | Госплодопитомник    | посёлок                | ↘0        |
| 9  | Гремучий            | хутор                  | →80       |
| 10 | Дейнекин            | хутор                  | →105      |
| 11 | Елизаветинское      | село                   | ↗2892     |
| 12 | Каменка             | посёлок                | →280      |
| 13 | Каменная Балка      | село                   | ↘1397     |
| 14 | Красный Ключ        | хутор                  | ↗225      |
| 15 | Кучурин             | хутор                  | ↘15       |
| 16 | Мирное              | село                   | ↘1055     |
| 17 | Мокрая Буйвола      | посёлок                | →124      |
| 18 | Молочный            | посёлок                | ↘47       |
| 19 | Новоалександровский | хутор                  | →312      |
| 20 | Сотниковское        | село                   | ↘3931     |
| 21 | Спасское            | село                   | ↘2333     |
| 22 | Ставропольский      | посёлок                | ↗1367     |
| 23 | Шишкино             | село                   | ↗1183     |
| 24 | Эдельбай            | аул                    | ↗1196     |

Упразднённые населённые пункты
- Иогансталь (нем. Johannstal; также Иоганнсгейм, нем. Johannsheim) — лютеранский хутор к востоку от Ставрополя. Относился к лютеранскому приходу Ставрополя. Число жителей: 8/8 немцев (1926)[56].

## Органы власти
Первые секретари райкома партии
- 1935—1941 — Лабакин[57]
- с 1941 — Однокозов Алексей Григорьевич[57]
- 1943—1947 — Раков Фёдор Афанасьевич[58]
- 1947—1949 — Горлач Михаил Андреевич[59]
- 1949—1956 — Луценко Николай Тимофеевич[60]
- 1957—1962 — Иваненко Алексей Васильевич[61]
- с 1969 — Коробейников Виктор Антонович[62]
- Н. П. Яковлев
- 1984—1986 — Лесниченко Валентин Егорович[63]
- В. И. Пузиков
- 1990—1991 — Шаповалов Владимир Гаврилович[64]

Председатели райисполкома
- Головня Пётр Иванович[58]
- Першин Василий Романович[65]
- Пелецкий Анатолий Георгиевич[62]
- 1986—1987 — Волошенков Владимир Митрофанович[66]

Главы района, председатели районного Совета депутатов
- 2004—2010 — Юрченко Виктор Алексеевич — первый глава Благодарненского муниципального района и председатель районного Совета депутатов[67]
- 2010—2022 — Игорь Анатольевич Ерохин[68]

Председатели Совета депутатов
- с 2022 года — Гучмазов Александр Графович

Главы администрации района
- с 2007 года — Николай Сергеевич Сергеев[68]

Главы городского округа
- с 15 декабря 2017 года — Бычков Сергей Тимофеевич[69]
- Теньков Александр Иванович[3]

## Экономика
Основные отрасли экономики — сельское хозяйство, промышленность, строительство, торговля, общественное питание, транспорт, связь и жилищно-коммунальное хозяйство. В районе действует более двадцати сельскохозяйственных, четырнадцать промышленных, пятнадцать строительных, тридцать два предприятия торговли и общественного питания, пять — бытового обслуживания, два транспортных предприятия.

## Люди, связанные с районом
Почётные граждане Благодарненского городского округа
На 28 марта 2023 года
- Борисова Раиса Алексеевна
- Бочаров Яков Васильевич
- Грибцов Пётр Фёдорович
- Дьяков Пётр Михайлович
- Жиганов Виктор Иванович
- Забелин Владимир Михайлович
- Загиров Паша Халидович
- Лесниченко Валентин Егорович
- Лисицкий Дмитрий Михайлович
- Момотов Николай Алексеевич
- Прилепа Пётр Карпович
- Шаповалов Владимир Гаврилович
- Яковлев Николай Пантелеевич